# Падлей (река)
Падлей, также Подлей или Крестовая — река в Заполярном районе Ненецкого автономного округа Архангельской области России на полуострове Канин. Длина реки — 81 км.
Река начинается на Земляных сопках. Протекает в северной части полуострова по заболоченной местности с большим количеством озер в северном направлении и впадает Баренцево море. Основными притоками Падлея являются реки Сиговая, Хальмерская, Каменная, Горелая и другие.
Населённых пунктов на реке нет, используется местным населением для рыболовства.

## Данные водного реестра
По данным государственного водного реестра России относится к Двинско-Печорскому бассейновому округу, водохозяйственный участок реки — реки бассейна Баренцева моря от мыса Канин Нос до границы бассейна р. Печора, речной бассейн реки — бассейны рек междуречья Печоры и Мезени, впадающие в Баренцево море.
Код объекта в государственном водном реестре — 03040000112103000051928.